# Exèrcit Revolucionari del Poble (Colòmbia)

Bandera de l'ERP

|  | Per a altres significats, vegeu «Exèrcit Revolucionari del Poble». |

L'Exèrcit Revolucionari del Poble (en castellà: Ejército Revolucionario del Pueblo, ERT) fou una guerrilla d'inspiració guevarista colombiana, activa durant el conflicte armat colombià. Sorgí el 1996 com a escissió de l'Exèrcit d'Alliberament Nacional (ELN) i finalitzà el 2007. La seva bandera és bicolor, verd a dalt i vermella a sota, amb les inicials en la meitat similars a les de l'ELN, sols que amb la inscripció ERP.